# Gogangra
Gogangra is een geslacht van straalvinnige vissen uit de familie van de zuigmeervallen (Sisoridae).

## Soorten
- Gogangra laevis Ng, 2005
- Gogangra viridescens (Hamilton, 1822)